# Парк имени Андрея Сулина
Парк культуры и отдыха им. Андрея Су́лина расположен в городе Красный Сулин по улице Фурманова.

## История
История «парка им. Андрея Сулина» начинается с далекого 1969 года. Тогда Исполнительным комитетом Красносулинского городского Совета депутатов трудящихся, было принято решение № 317 от 22 июля 1969 г. «О Благоустройстве зелёной зоны, расположенной, в районе стадиона «Металлург» и строительстве в ней городского парка культуры и отдыха». Выделенная площадь на строительство парка составляла 20 гектар, но при этом эта территория не имела парковой планировки, не была оборудована местами для отдыха и культурного обслуживания населения. На отдел культуры Горисполкома были возложены обязанности по выполнению проектно-сметной документации по планировке городского парка, лимит на проектно-изыскательные работы составлял 2500 руб., финансирование осуществлялось за счет средств местного бюджета.
И уже в июне 1970 года состоялось открытие «городского парка культуры и отдыха» как самостоятельная хозрасчетная организация, имеющая угловой штамп и круглую печать, а так- же штатное расписание и производственно- финансовый план парка.
Тогда же, ряд предприятий обязали выполнить работы по благоустройству парка. Так например, комбинат коммунальных предприятий, совместно с лесничеством, должны были произвести расчистку основных аллей, посадку кустарников и деревьев. На ремстройуправление и металлургический завод возложили обязанности по устройству пешеходных дорожек с асфальтированием, строительство летнего кинотеатра и танцевальной площадки. Строительное управление № 18 совместно с Шахтоуправлением взяли на себя строительство читального зала с книгохранилищем и у установку пешеходных мостиков. Обустройство парка проходило медленными темпами, только в апреле 1971 года Сулинскому Государственному Металлургическому заводу был выделен земельный участок под строительство летнего кинотеатра. Читальный зал с книгохранилищем так и не были построены. Уже тогда в парке были установлены некоторые аттракционы, такие как: «Лодочки» и «Самолеты», и была произведена заливка ещё двух фундаментов под аттракционы. 

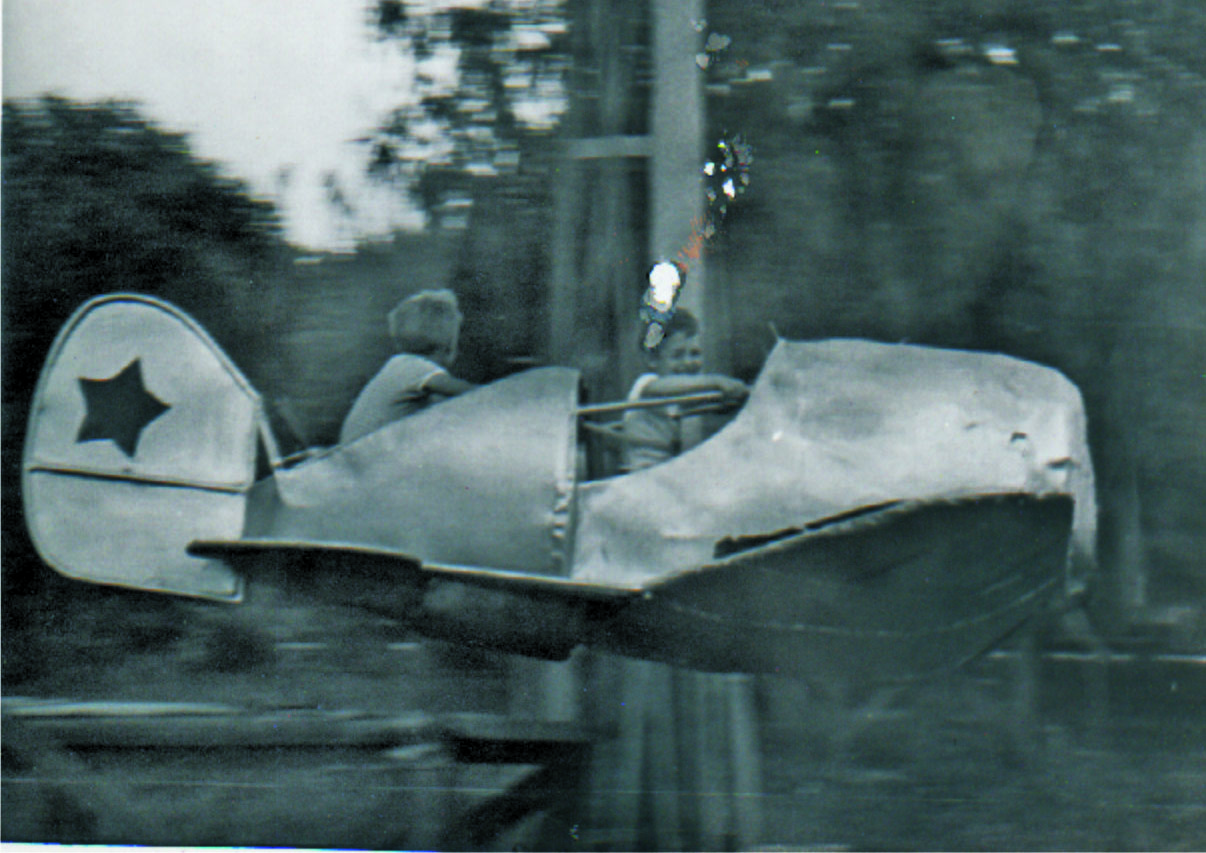
Один из первых аттракционов в парке

Директором парка в тот период являлась Волкова А. Л. которая проработала в парке до 1975 года. Следом за ней на должность директора парка назначили Давиденко Марию Кузьминичну. К 1976 году в паке уже работал кинотеатр «Зеленый» на 700 мест, были установлены 7 аттракционов, гордостью города конечно- же стало колесо обозрения. 

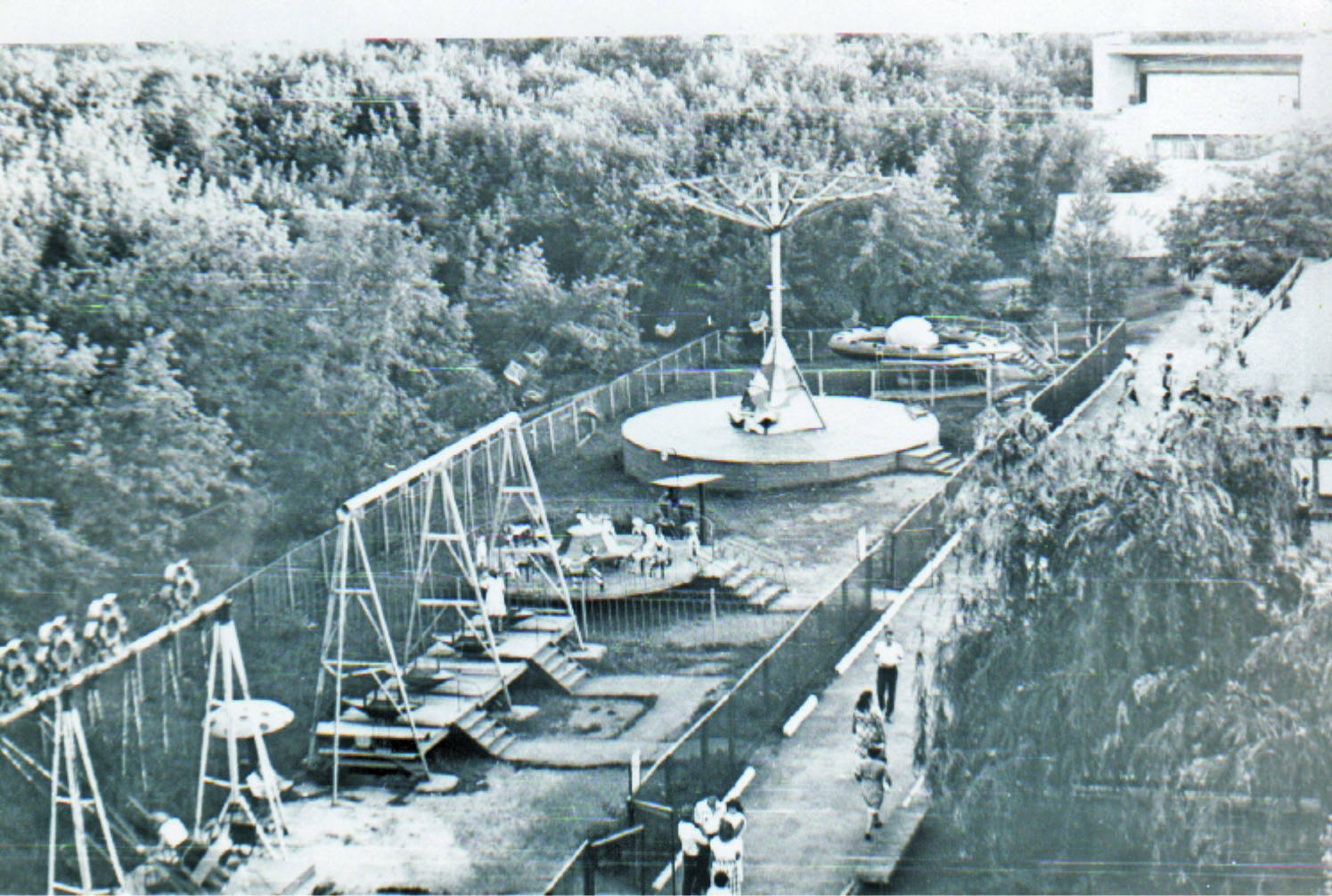
Парк в 1976 году, вид сверху

 Озеленение парка проходило регулярно, было высажено более 600 деревьев: ели, сосны, каштан, рябина и черемуха, кроме того на территории парка были установлены два торговых павильона. В парке всегда играла музыка, проходили праздничные мероприятия, конкурсы и игры. Совместно с дворцом культуры (РДК) и библиотеками в парке проводилась работа по коммунистическому воспитанию. В том- же 1976 году был изготовлен и утвержден проект реконструкции парка на 1976—1980 гг. Планировалось установить на территории парка осветительные столбы, фонтанники для питья, кассовые киоски, пневматический тир, беседки, павильон для «тихих игр» и многое другое.
В марте 2017 года начался демонтаж «Колеса обозрения» служившего 40 лет.